# 粵語歷史
本條目介紹粵語的發展歷史。據流傳史載，古粵語是楚人與百越人語言，自秦始皇攻嶺南起，中原雅言多次隨諸夏族群南遷，與百越語言相互影響，至五胡亂華後，語言發展逐漸穩定成固定體系。

## 上古到南越
自上古时期，居于岭南地区的多个原始部族，被居于中原地区的华夏部落泛称为南蛮。而秦南下前，嶺南語言兼備有古楚語與土百越語的特徵，上古时期岭南的语言可能属壯侗語系，學界比較語言發現粵語與閩語、客家話均有大量「有音無字」的詞彙，很多是從壯侗語系語言保留下來的詞彙底層。兩廣百越所操語言，也就被中原漢人稱為「鴂舌」，比喻蠻夷難懂的語言。據語言學家邢公畹等考證，早在堯舜時期，黃河流域就發生一場以中原為中心的「夏語化」運動，發展到西周時期，形成了以秦晉的方言為標準音的「雅言」。
秦朝於秦始皇二十九年（前218年）開始攻打嶺南百粵之地，秦始皇三十三年（前214年）開通秦鑿渠（唐後稱為靈渠），打通楚地（今湖南）及粵西（今廣西）間之水路，使中原與嶺南交流更頻密；及後征服整個嶺南，設郡置縣。秦二世二年（前208年），趙陀建立南越，南越君主推行和輯百越政策，任用越人，夏越通婚，加快了文化交流与融合。

## 漢朝到魏晉南北朝
元鼎五年秋（前112年），漢武帝滅南越國，吞併整個嶺南，自此之後，嶺南同中原交流增加，當地土著開始學習雅言，除對外交流，族群部落內溝通也有受到雅言影響，古百越语也在此時再次影響南下古漢語。
王莽始建国元年（9年）至地皇四年（23年），不少中原人士如陳元及之後士燮世家都在此時過來，他們在此處開館讀學。新至東漢末期，中原一帶戰火混亂。政體上，嶺南九郡屬交州。士燮擔任交州太守，去除了州刺史，其後形成割據政權。經學家劉熙於交州開學，程秉、薛綜、許慈都是其徒。還有很多讀書人來到此處；許靖與許邵兄弟、袁沛、鄧小孝、徐元賢、張子雲、劉巴、袁忠、桓邵住等。他們在此開館授徒，無形中是為中原文化及雅言播種，加速雅言普及。
在三国两晋南北朝時期，不少中原人因战乱南逃至嶺南地區，嶺南地區漢族人口大增。其中一部分移民入粤北定居始兴，當時中原傳入的漢語與秦漢時期形成的古粵語混合，進一步疊加影響古粵語，逐步改變了古粵語的面貌，拉近了古粵語和中原漢語的距離。在長達270餘年的南北分治時期，中原雅言因外族南下衝擊而逐漸消失，而在嶺南紮根的雅言在較穩定局面之下，仍保持著源於中原的音系，並與原有的古楚語、古百越語共融，奠定日後粵語的語音基礎。

## 隋唐與宋朝時期
在隋唐時期，嶺南地區的漢族人口進一步增加，部分少數民族在漢族分佈較少的山區裡繼續保持自己的語言文化。這一階段粵語再次受隋唐时期中原漢語疊加影響，被貶谪廣東的文人學士對中原文化的傳播和漢語讀書音的影響，令粵語由原來的混合語，演變成既能對應中古漢語發音，又有自身獨特詞彙和文法結構的語言，而據現代學者研究觀點在到中古後的演化時期，許多其他漢語方言中有改變的古漢語的部分音素在粵語中並未變化，與閩語一道傳承了更多古漢語的文語成分，可以跟文言語法相印證:267。粤語代表廣州話亦較完整地保留唐宋中古語音系統以及契合唐宋詩詞的平仄用韻:103。
此時期廣東（省城）得益於海上丝绸之路繁盛，大批外商湧入，單常年聚居在廣州的外商有十多万人，在內城蕃坊指定居留，包括南亞裔人士、波斯人、阿拉伯人等，亦將其部分外語引入粵語中，如冚唪唥（全部）等。而此間屬土著百越的黎族、瑤族等部分接受漢化，部分轉遷移向山區與廣西；原居粵西南，即雷州半島一帶的俚（黎）人則大規模南渡，定居海南島，成為海南黎語的先祖。

## 明清
明朝至清朝中期，粵語平穩而緩慢地變成現代粵語，按粵語韻母長短把陰入聲派入高低兩種陰入聲（如「色」、「錫」兩個陰入聲字分別帶有短和長的韻母，前者派入尖銳的高陰入聲，後者派入較低沉的低陰入聲），西洋學者在清朝中後期見證廣州粵語不再分精組和照組聲母的過程（現時香港有ch／sh的粵語音譯英文名詞可視為活化石，因為當時照組ch／sh未有混到精組ts／s，如沙田的沙「sha」）。

### 清朝中期、末時期
由於清朝乾隆二十五年（1757年）开始鎖國政策，一口通商僅保廣東省城（即廣州城，舊名广州府，英文名Canton）與其他國家貿易，故此洋人來到中國後所掌握的漢語是粵語而非官話。洋人為了方便與廣東十三行的中國商人溝通，自然要學習粵語以貿易往來。不少地方官員、京官和商人等達官貴人來到廣東省城（即首府）為了經常與洋人議事常常接觸到粵語。由於在廣州說粵語多數是地位較高的文人、平民和富戶人士，而廣州長期以来是廣東保持繁華和百業興旺的省城，因此也有省城話之稱，粵語以廣州話為粵語標準音作中心，吸引絕大部份「粵語方言」和「廣東方言」人數跟隨使用。
隨著「广州十三行」的贸易往来，外國經商人士學會了粵語也把英語等詞彙融入粵語，而粵語和英語开始接触，各自融入中文和英文不同的譯音名稱。加上外國人一到步廣州通商時誤將省城（今廣州）等於廣東「Canton」，把广州的英文名为Canton，導致Cantonese（即广州话）直譯中文為廣東話，因此後世把英文直譯中文稱其為「廣東話」。因這段時期是粵語最頂峰時期，導致不少廣西人的粵語人口也跟着使用廣東人的粵語口音。此時，大量原本在廣州經商西進的廣州人移民至廣西，廣東曾有句諺語：「生在蘇州，住在杭州，食在廣州，死在柳州。」，廣西柳州棺木（即棺材）向來最出名。而梧州是與廣東接壤的邊界城市，長期受廣州文化影響，並以廣州濃厚商業文化為中心向西部擴散進入梧州，梧州辟为通商口岸，“粤商”活跃，并沿浔江、郁江一线进入广西南部腹地，至南寧取代桂柳官话、壯族的壯語、廣西平話作為通用語；有极少量粤语人口从桂平一线折向西北，进入廣西的桂中平原，但这一线的粤语人口多居住于沿江市镇码头附近，虽然对当地桂柳官话的词句字义有一定影响，如影響柳州話音調，但未能改变桂中平原原有的语言格局，逐渐被当地人的语言消灭，粤语仅能于家族生活中保留下來；同时海南沿岸也有粤语人口分布。
鸦片战争後清朝國力持續衰退，為了生計，又有大量廣東人（包括廣東粵民系、廣東客家民系、廣東閩民系等廣東人）遷移北美洲、歐洲、澳洲、南洋、東南亞一帶等世界各地。特別是人數最多的粵語民系大半數是廣府族羣較多，廣東客家人在這段時期因為粵語與客家話很多語調、語音是較相近，有些已經會曉說粵語，以及本身是說粵語四邑方言（如台山話等）四邑人有些已能說广州话。其廣東人口一向眾多，尤其原本自居廣東裡較多的廣府人遷移英、美、加、澳、紐和東南亞等各地，後人表示自己是從廣東而來的廣東人（包括潮州人、客家人、雷州人等曉說粵語的廣東後裔）。

## 現代
中華民國成立，要統一全中國語言作為官方語言，在訂立國語時，雖然用北京官話白話文取代文言文之正式書寫地位。即使在辛亥革命後，民國建立之初在廣州仍然是不少地方黨、政、軍、高層和名人的所在地，因多次以廣州為首都，居住在廣東的人物大部分都非富則貴，粵語實際使用未受到任何限制，國民黨「二大」之會議語言是粵語，大会更议及照顾粤语人士需要，将是次与之后会议的各项重要报告及决议翻译为粤语。
中国共产党創建者陈独秀、李大钊、瞿秋白都支持漢字拉丁化，他們認為拉丁字母会推進社會進化和「世界大同」。瞿秋白等左翼知識分子抨擊五四白話文成為一種「新文言」，認為漢字是不能承載人民聲音的死文字，他們反對以北京語音為標準音的「資產階級國語運動」。1930年瞿秋白赴苏联與苏联漢學家制定「拉丁化新文字」方案，「這種拼音文字拼寫的不是文言，也不只以北京一地方言為標準的『國語』，而是各大方言區的大眾口語」。之後各地知識分子致力於方言拉丁化，制訂出上海話、蘇州話、廣州話等新文字方案。戰後留在香港的左翼文藝人響應中国共产党文藝「大眾化」之路，而發起方言文學運動，催生了不少粵語書寫作品，如黃谷柳的小說《蝦球傳》等。在革命时期，粤语在广东上升为一种革命的语言，粤境内非粤语区民众将学粤语视为一种时尚与革命行为。甚至在一些场合，只有讲粤语者才被视为真正的革命者，如省港罢工时湖南籍李森（启汉）被选为罢委会干事局局长，不少工会以“外江佬不懂广州话”为由提出抗议。国民革命到中日战争时期，在广州市一级到省级党政部门，长时期仍然以粤语作为公务语言。
到中华人民共和国成立之後，在全國範圍內「推廣普通話」，由於政治運動的影響，對廣東推普工作無法展開。在1956年全國推廣普通話以後，粵劇、粵曲、講古、粵語話劇照樣推陳出新。1958年建成的珠江電影製片廠雖然主要拍國語片，但仍出了一部喜劇粵語片《七十二家房客》。无产阶级文化大革命時期，各色粵語文藝影响力稍微下降，但粵語仍然為廣東廣西等沿海地區的主要語言。在80年代後，北京政府推行改革開放，將深圳列為經濟特區，以吸引外國商人通商。吸引大量北方人南下，令到廣東等地以粵語為主要溝通語言的人減少。而在香港，因受到「新移民」影響，普通話使用率開始上升。

## 語言特徵現狀
2011年廣東逾億人口中，粵語使用人數約6700萬、廣西約2500萬、香港700萬、澳門55萬、泰國500萬、新加坡和馬來西亞500萬、美國和加拿大200萬，全球有約1.2億人使用粵語。粵語為澳大利亞第4大語言（次於英語、意大利語、希臘語）、加拿大第3大語言（次於英語、法語），美國第3大語言（次於英語、西班牙語）。

### 中國大陸
1980年代改革開放，為吸引香港外資企業和海外華人到中國大陸投資，廣東成為改革開放試點，企業家從香港進入珠江三角洲和珠三角經濟區，打通整個廣東再到其他省份通商，大量粵商和外商活躍。粵語不但未受到外省南下大軍影響，反而因廣東能接收香港頻道，令到不同省籍的工廠民工和專業人士透過電視娛樂，也紛紛認識和學習聆聽粵語。全球華人也會收看的香港電台、影視、藝術，就連海外商品、產品、外國品牌、消費品等廣告也在中國大陸播放。
在廣東的閩語區，例如汕頭、潮陽等潮汕地區一些潮州人和海陸豐一些鶴佬人、粵西一些雷州人也開始使用粵語，形成雙語區，加之廣東內人口流動，香港頻道落地在粵東，當地粵東地區居民，特別是汕尾年輕一輩外出廣州等珠三角地區大城市工作時，大多具備粵語交際能力，客家地區也使用粵語。廣東地方逐漸變為雙語區，廣府話也吸收納入了潮州話、客家話等詞語，例如「口渴」讀成「口涸」、「喉乾」或「口乾」等，因此有些潮州人說粵語時充滿濃濃的潮州口音，並且廣東人將去食潮州菜，讀成「打冷」這一詞，其實也源於潮州話融入「廣州話」裡。為方便海外華人投資，不少本地廣東家庭能曉至少兩至三種廣東語言，以與別人溝通。此外，廣西、海南一直存在粵語分佈地區，廣西南寧、梧州、蒼梧、欽州等等在粵語大城市生活的少數民族也受粵語城市影響，有些也能會曉粵語，例如本身說粵語的漢族與壯族通婚人士。2009年，由於廣東商人在中國—東盟博覽會後開始向廣西投資，南寧青秀區也有大量粵語使用者，對會曉粵語之投資人士十分方便，商人可從廣東向廣西經商西進。

### 海外
海外華人世界各地，由於不受普通話政策約束，粵語被香港廣泛運用於立法、行政、法庭、教育、新聞、傳媒、選舉、電視、藝術、曲藝當中，發展出獨具特色的現代粵語文化，尤其是戲說中國歷史的古裝劇完全反映出當時古代的原本詞句、語法、用詞和用語等，對傳統粵劇和粵曲的南粵文化（嶺南文化）以及文革破壞，對中華文化作出保護。例如在中國大陸範圍大力推廣普通話，廣東與廣西、海南等地民眾之粵語會話就逐漸大受普通話影響──詞彙次序掉換，如：原本「質素」—顛倒—「素質」、「消夜」（宵夜）—顛倒—「夜消」（夜宵）、「緊要」—顛倒—「要緊」等古代文學詞彙用法，反而香港等海外民眾之粵語會話保留了較多「消夜」、「緊要」、「質素」等古代用語。特別在「消夜」（宵夜）一詞一直用到現在，是唐代更最早期使用，唐代詩人方幹的詩《冬夜泊僧舍》之中「無酒能消夜，隨僧早閉門」的一句。

### 馬來西亞
除了在中國粵語地區之外，粵語是馬來西亞華人主要語言之一。雖然馬來西亞的學校皆以北方華語為主要媒介語來教授中文，但大部分本地華人都懂得粵語。主要原因是有相當比例的馬來西亞華人先輩祖籍廣東，而近代原因則是長期受到香港電視節目的影響。Astro華麗台、Astro至尊HD和Astro On Demand為本地的粵語台，並以粵語原音播出TVB製作的節目。所有本地中文電台（國營電台愛FM除外）都會全天候以華語和粵語交替廣播。同時，當地上映的香港電影皆不作配音，以原音上映。

### 香港
在香港行政、司法、立法、新聞發佈等行政人員一般規定有粵語或英語能力才可擔任公職，更要规定先使用粵語和英語作回應。新聞電視、廣播、行政機構等亦會服務多數已經定型語言（粵語、英語）使用者為先。若果有需要立法會等政府新聞處都會提供粵語、英語及北京話三種語言的傳譯。學校亦使用兩文三語教學授課，學校可全面用英語或粵語授課其他科目。
即使是在港英政府時期，政府亦相當關注政府官員的廣東話能力。例子之一，是時任港督葛量洪在1950年初向殖民地部作的報告。箇中提及有關「官學生」在香港學習廣東話的安排，以及他重視學習廣東話的原因。當時掌握管治香港實權的英國官員，絕大部分屬於政務職系，即「官學生」(cadets，後改稱政務官 ，administrative officers)。他們在英國受訓期間(Devonshire Course)已開始學習廣東話，並經考試合格，才被正式聘用。通常來港後的首兩年，仍會專注深造廣東話，並且不用參與任何的行政工作。他們享有語言學習津貼，以聘請教授廣東話的導師。葛量洪認為，政務官能夠通曉被管治者的語言是非常重要的，如果缺乏說廣東話的能力，便不能履行其職務。為了增加學習廣東話的誘因，他在報告中建議廣東話科目應佔全部學習科目總分數的一半，並認為這個比重才能突顯廣東話科目的重要性;又提議騰空教授人類學和社會結構、以及社會研習的科日時數，來教授廣東話，理由是在香港掌握廣東話比學習這些科目更為重要。
而中文科則多數學校使用粵語授課中文，幼稚園先從粵語辨中文字為基礎。然而在東南三音（粵、閩、吳）中，粵語是可以和官話對應，例如：
日常生活粵語會話的「食」(sihk/jih/yih)或「喫」(yaak)——對應北京話讀〈吃chī〉－但粵語則讀「吃」(hek/hat1/gat1)
「唔」mh1——對應北京話讀〈不bù〉－粵語則讀「不」(bat1/fau2)
「係」(haih)——對北京話讀〈是shì〉－粵語則讀「是」(sih)
「喺」(hai2)——對北京話讀〈在zài〉－粵語則讀「在」(joih/zoi6)
《詩經·鄭風·大叔於田》春秋戰國時用法本字為「忌」(gei6)助詞變讀「嘅」(ge3/koi3)——對北京話讀〈的dì/dí/de〉－粵語則讀「的」(dik1)
漢代用法本字眾數為我(ngo5)「等」(dang2)你(nei5)「等」(dang2)、渠(keoi4)「等」(dang2)變讀我「哋」(dei2/dei6/di4)、你「哋」(dei2/dei6/di4)、渠「佢」(heoi5/keoi5)「哋」(dei2/dei6/di4)——對眾數普通話讀〈們men〉－粵語則讀「們」(muhn/mun4)
《楚辭·山鬼》戰國時期用法「睇」(tai2/dai6)——對北京話讀〈看kàn/kān〉－粵語則讀「看」(hon1/hon3)，宋代用法本字為「蒞」（leih）變讀「嚟」(lei4)——對北京話讀〈來lái〉－粵語則讀「來」(loih/loih4/loih6)
等等漢字單字，整篇官話文章是完全可以用粵語朗讀出來，以及作文、寫文章，中文科教師都可以使用粵語教授學生每一個官話單字來書寫和閱讀，還有分析和理解古文、古體詩、文言文、讀誦唐詩、宋詞及中國文學作品等詩、詞、歌、賦。只有少數學校因為創校逾半世紀的歷史緣故，而使用北京話，但是香港絕大部份的幼稚園、小學及中學都是使用粵語學習中文，用粵語讀、寫、聽、說為先，而另外將北京話獨立成為普通話一科，普通話科教師則專注教授學生拼音。
在香港主權移交後，有小學及中學為得到納稅人資助，以普通話教授中文科。即使語常會研究指，普教中無助學生學中文，香港教育局仍維持普教中為遠程目標。

## 外部連結
- 趣談：粵語是古代普通話的活化石 - 星島環球網